# Alfred von Strachwitz

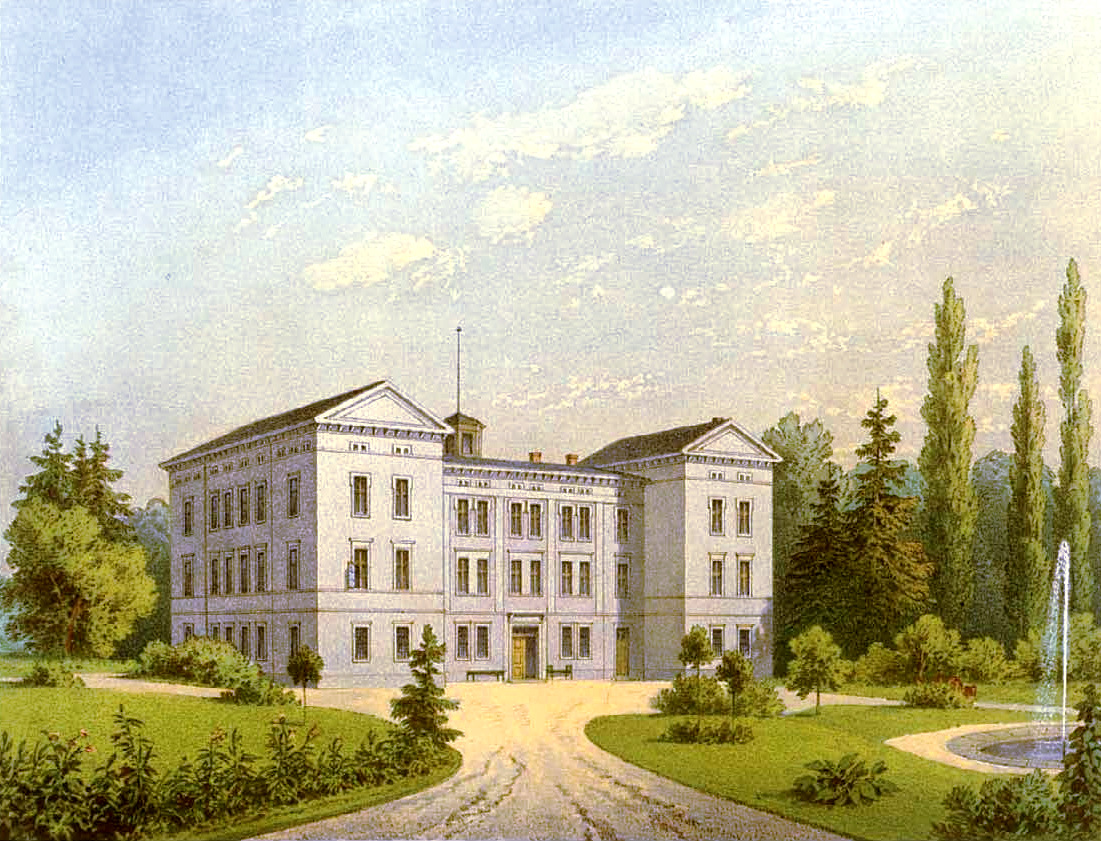
Schloss Berthelsdorf um 1865/66, Sammlung Alexander Duncker

Alfred Maria Johannes Augustinus Alexander Lampertus Graf Strachwitz von Groß-Zauche und Camminetz (* 25. September 1854 in Bertelsdorf, Kreis Lauban, Provinz Schlesien; † 23. April 1926 ebenda, Provinz Niederschlesien) war Rittergutsbesitzer und Mitglied des Deutschen Reichstags.

## Leben
Seine Eltern waren Graf Alexander von Strachwitz (* 2. Juni 1817; † 14. Februar 1866) und dessen zweite Ehefrau die, Freiin Maria Hiller von Gaertringen (* 21. Oktober 1824; † 26. Januar 1858).
Nach einem Studium der Rechtswissenschaften schlug er zunächst eine Offizierslaufbahn ein, bevor er sich ab Mitte der 1880er Jahre um die Bewirtschaftung seines Rittergutes Bertelsdorf bei Lauban kümmerte. Er war Mitglied des Kreistages, Amtsvorsteher, Landesältester und Landschaftsdirektor.
Von 1886 bis 1918 war er Mitglied des Preußischen Abgeordnetenhauses für den Wahlkreis Regierungsbezirk Oppeln 3 (Groß Strehlitz – Lublinitz) und von 1885 bis 1887 war er für die Deutsche Zentrumspartei Mitglied des Deutschen Reichstags für den Wahlkreis Oppeln.
Alfred heiratete am 1. Mai 1878 in Dresden die Gräfin Alica Henckel von Donnersmarck-Romolkwitz (* 16. Juni 1859; † 13. September 1927), eine Tochter des Lazarus IV. Henckel von Donnersmarck. Das Paar hatte mehrere Kinder:
- Margarete Maria Hedwig Luise (* 20. Februar 1879; † 10. Mai 1947)
- Maria Matilde Wanda Laura Alexandrine Gertrud (* 17. Mai 1881)
- Lazarus Alfred Maria Alexander Arthus Franziskus (* 4. Oktober 1883)
- Franz Joseph Maria Wilhelm Adelbert Edwin Garbriel (* 10. September 1887)
- Beatrice Maria Margarete Georgine (* 20. Mai 1890)
- Alfred Maria Emanuel Gustav (* 9. Juli 1892; † 29. März 1962)

Alfred von Strachwitz war Landschaftsdirektor der Schweidnitz-Jauerschen Fürstentums-Landschaft und Bailli des souveränen Malteser-Ritter-Ordens.